# Guapira cafferana
Guapira cafferana är en underblomsväxtart som först beskrevs av Giovanni Casaretto, och fick sitt nu gällande namn av Cyrus Longworth Lundell. Guapira cafferana ingår i släktet Guapira och familjen underblomsväxter. Inga underarter finns listade i Catalogue of Life.